# Ізере (мова)
Ізере — діалектний контінуум, що належить до нігеро-конголезької макросімʼї, бенуе-конголезької сімʼї. Поширений в Нігерії. До нього входять такі мови: ізере (штати Баучі, Кадуна, Плато), чен (штат Плато). Мовою ізере виходять радіопередачі.

## Писемність
Мова ізере користується латинською абеткою.
| A a | B b | C c | E e | E̱ e̱ | D d | F f | G g | Gb gb | Gh gh | H h | I i | J j | K k | Kp kp | L l | M m |
| --- | --- | --- | --- | --- | --- | --- | --- | ----- | ----- | --- | --- | --- | --- | ----- | --- | --- |
| /a/ | /b/ | /c/ | /e/ | /ɛ/ | /d/ | /f/ | /g/ | /ɡ͡b/  |       | /h/ | /i/ | /ɟ/ | /k/ | /k͡p/  | /l/ | /m/ |

| N n | Ng ng | Ny ny | O o | O̱ o̱ | P p | R r | S s | Sh sh | T t | U u | V v | W w | Wh wh | Y y | Z z | Zh zh |
| --- | ----- | ----- | --- | --- | --- | --- | --- | ----- | --- | --- | --- | --- | ----- | --- | --- | ----- |
| /n/ | /ŋ/   | /ɲ/   | /o/ | /ɔ/ | /p/ | /r/ | /s/ | /ʃ/   | /t/ | /u/ | /v/ | /w/ | /ɸʷ/  | /j/ | /z/ | /ʒ/   |

- Тони передаються шляхом простановки над буквами для голосних діакритичних знаків: акут (´) — високий тон; гравіс (`) — низький; циркумфлекс (ˆ) — спадаючий, гачек (ˇ) — зростаючий. Середній тон позначається написанням букв для голосних без перерахованих діакритичних знаків. Тони позначаються лише в тих випадках, коли потрібно уточнити значення слова.

## Додаткові джерела і посилання
- Roger Blench, Bitrus Bulus Kaze. «A dictionary of the Izere language of Fobur». Основна частина.